# J. Henry Goeke

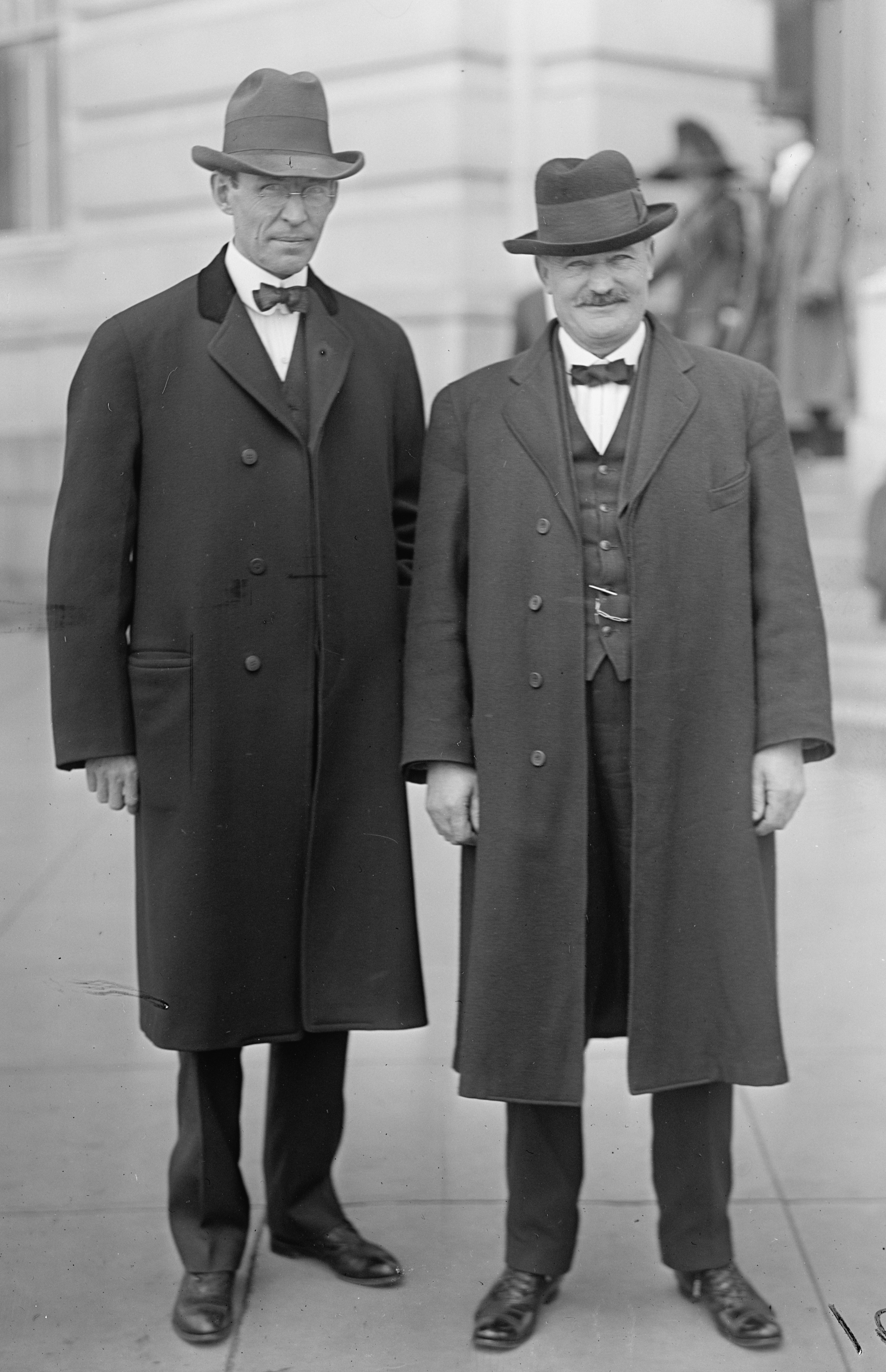
J. Henry Goeke (links) mit James D. Post (1913)

John Henry Goeke (* 28. Oktober 1869 bei Minster, Ohio; † 25. März 1930 in Lima, Ohio) war ein US-amerikanischer Politiker. Zwischen 1911 und 1915 vertrat er den Bundesstaat Ohio im US-Repräsentantenhaus.

## Werdegang
Henry Goeke besuchte die öffentlichen Schulen seiner Heimat und danach bis 1888 das Pio Nono College in St. Francis (Wisconsin). Nach einem anschließenden Jurastudium an der Cincinnati Law School und seiner 1891 erfolgten Zulassung als Rechtsanwalt begann er in St. Marys in diesem Beruf zu arbeiten. Von 1892 bis 1894 war Goeke juristischer Vertreter dieser Stadt; zwischen 1894 und 1900 fungierte er als Staatsanwalt im Auglaize County. Seit 1900 lebte er in Wapakoneta, wo er als Anwalt praktizierte. Außerdem stieg er in das Bankgewerbe ein und wurde Direktor bei verschiedenen Banken. Er war auch im Vorstand einiger Handwerksbetriebe. Politisch schloss er sich der Demokratischen Partei an. Im Jahr 1903 leitete er den regionalen Parteitag der Demokraten in Ohio.
Bei den Kongresswahlen des Jahres 1910 wurde Goeke im vierten Wahlbezirk von Ohio in das US-Repräsentantenhaus in Washington, D.C. gewählt, wo er am 4. März 1911 die Nachfolge von William E. Tou Velle antrat. Nach einer Wiederwahl konnte er bis zum 3. März 1915 zwei Legislaturperioden im Kongress absolvieren. Während seiner Zeit im Kongress wurden der 16. und der 17. Verfassungszusatz ratifiziert. Im Jahr 1914 wurde er von seiner Partei nicht mehr zur Wiederwahl nominiert.
Nach dem Ende seiner Zeit im US-Repräsentantenhaus betätigte sich Goeke wieder als Rechtsanwalt. In den Jahren 1912, 1920, 1924 und 1928 nahm er als Delegierter an den jeweiligen Democratic National Conventions teil. 1921 verlegte er seinen Wohnsitz und seine Anwaltskanzlei von Wapakoneta nach Lima im Allen County. Dort ist er am 25. März 1930 auch verstorben.